# Dragonheart : La Vengeance
Série
Dragonheart : La Bataille du cœur de feu
(2017)
Pour plus de détails, voir Fiche technique et Distribution.
Dragonheart : La Vengeance ou Dragonheart : Vengeance au Québec (Dragonheart: Vengeance) est un film fantastique américain réalisé par Ivan Silvestrini, sorti en 2020.
Il s'agit du cinquième opus de la saga Cœur de dragon.

## Fiche technique
Sauf indication contraire, les informations mentionnées dans cette section peuvent être confirmées par la base de données cinématographiques IMDb,  présente dans la section « Liens externes ».
- Titre : Dragonheart : La Vengeance
- Autres titres : Cœur de dragon 5 : La Vengeance[1] ou Dragonheart Vengeance[2]
- Titre original et québécois : Dragonheart: Vengeance
- Réalisation : Ivan Silvestrini
- Scénario : Matthew Feitshans, d'après les personnages créés par Patrick Read Johnson et Charles Edward Pogue
- Musique : Mark McKenzie
- Direction artistique : Vraciu Eduard Daniel
- Décors : Dan Toader
- Costumes : Oana Paunescu
- Photographie : Matthew Weston
- Son : Andrew Garrett Lange, Kyle O'Neal
- Montage : Charles Norris
- Production : Raffaella De Laurentiis

Production exécutive : Hester Hargett et Bogdan Moncea
Production associée : Matthew Feitshans et Victor Trichkov
- Sociétés de production[3] : De Laurentiis, Raffaella De Laurentiis Productions et Universal 1440 Entertainment
- Sociétés de distribution[3] : Universal Pictures Home Entertainment (UPHE)
- Budget : n/a
- Pays de production :  États-Unis
- Langue originale : anglais
- Format[4] : couleur - 1,78:1 (16:9)
- Genre : Action, aventure et fantasy
- Durée : 97 minutes
- Dates de sortie[2] :
  - États-Unis : 4 février 2020 (sortie directement en vidéo)
  - France : 1er avril 2020 (sortie directement en vidéo)
- Classification[5] :
  -  États-Unis : PG-13 - Parents Strongly Cautioned  (Certaines scènes peuvent heurter les enfants de moins de 13 ans - Accord parental recommandé, film déconseillé aux moins de 13 ans) (Classé PG-13 pour des séquences de violence et d'action, et quelques images sanglantes).
  -  France : Tous publics (Conseillé à partir de 10 ans)[6].

## Distribution
- Helena Bonham Carter : Siveth (voix)
- Jack Kane : Lukas
- Joseph Millson (VF : Xavier Béja) : Darius
- Arturo Muselli (VF : Guillaume Desmarchelier) : Roi Razvan
- Carolina Carlsson : The Snake
- Tam Williams : The Scorpion
- Richard Ashton (VF : Thierry Kazazian) : The Wolf
- Ross O'Hennessy : The Bear
- Cameron Jack : The Blacksmith
- Fabienne Piolini-Castle (VF : Karl-Line Heller) : Oana
- Alexandru Roza : Scribe
- James Longshore : Capitaine de garde
- Vlad Radescu : Abbott
- Edouard Philipponnat (VF : Yohann Lévy) : Igor
- Anisoara Doroftei : Brew Maid

## Accueil

### Accueil critique
Aux États-Unis, le long-métrage a reçu un accueil plutôt favorable :
- Sur Internet Movie Database, il obtient un score défavorable de 5,2⁄10 sur la base de 1 164 critiques[7].

En France, les retours sont plus mitigés :
- Sur Allociné, il obtient une moyenne de 3,2⁄5 sur la base 3 critiques de la part des spectateurs[8].
- Sur SensCritique, il obtient une moyenne de 4,4⁄10 sur la base de 53 retours du public dont 2 coups de coeur et 77 envies[1].

## Editions en vidéo
- DragonHeart : La Vengeance est sorti en DVD, en Blu-ray et en VOD le 1er avril 2020[6]